# Partito GEN
Il Partito GEN, Generación para un Encuentro Nacional, ossia Generazione per un Incontro Nazionale (spagnolo: Partido GEN) è un partito politico argentino facente parte della coalizione di centro-sinistra Fronte Ampio Progressista.